# Horei (manzana)
Horei (en japonés: ホレイ) es el nombre de una variedad cultivar de manzano (Malus domestica). 
Un híbrido de manzana del cruce de 'Ralls Janet' x 'Golden Delicious'. Criado en 1931 en la "Estación Experimental de Manzanas de Aomori" Japón. Fue introducido en las redes comerciales en 1949. Las frutas tienen una pulpa muy firme con un sabor bastante dulce. Tolera la zona de rusticidad delimitada por el departamento USDA, de nivel 5.

## Historia
'Horei' es una variedad de manzana, híbrido del cruce de 'Ralls Janet' x 'Golden Delicious'. Desarrollado y criado a partir de Parental-Madre 'Ralls Janet' mediante una polinización por Parental-Padre la variedad 'Golden Delicious'. Criado en 1931 en la "Estación Experimental de Manzanas de Aomori" Japón. Fue introducido en las redes comerciales en 1949.
'Horei' está cultivada en diversos bancos de germoplasma de cultivos vivos tales como en National Fruit Collection (Colección Nacional de Fruta) de Reino Unido con el número de accesión: 1953-014 y Nombre Accesión : Horei.

## Características
'Horei' árbol de extensión erguida, de vigor moderadamente vigoroso, portador de espuela. Tiene un tiempo de floración que comienza a partir del 11 de mayo con el 10% de floración, para el 16 de mayo tiene una floración completa (80%), y para el 24 de mayo tiene un 90% caída de pétalos.
'Horei' tiene una talla de fruto de pequeño a mediano; forma globoso cónica, altura 54.00mm, y anchura 53.00mm; con nervaduras débiles, y corona muy débil; epidermis tiende a ser dura con color de fondo es amarillo blanquecino, con un sobre color naranja, importancia del sobre color medio, y patrón del sobre color chapa, presentando rubor rojo en la cara expuesta al sol, "russeting" (pardeamiento áspero superficial que presentan algunas variedades) muy bajo; cáliz pequeño y parcialmente abierto, ubicado en una cuenca poco profunda en forma de embudo; pedúnculo largo y delgado, colocado en una cavidad estrecha y moderadamente profunda; carne de color verdoso, pulpa muy firme con un sabor bastante dulce.
Su tiempo de recogida de cosecha se inicia a finales de octubre. Se mantiene bien durante tres meses en cámara frigorífica.

## Usos
Una excelente manzana para comer en postre de mesa.

## Ploidismo
Diploide, auto estéril. Grupo de polinización: E, Día 16.